# ريموند سموليان
ريمون ميريل سموليان (بالإنجليزية: Raymond Merrill Smullyan) /ˈsmʌliən/ (25مايو 1919 - 6 فبراير 2017) كان عالم رياضيات، ساحرا، عازف بيانو حفلات، عالم منطق، طاويا، وفيلسوفا أمريكيا.
ولد في فار روكواي، نيويورك، كانت مهنته الأولى خدع السحر. حصل على درجة البكالوريوس من جامعة شيكاغو في عام 1955 وشهادة الدكتوراة من جامعة برينستون في عام 1959. وهو واحد من العديد من علماء المنطق الذين درسوا مع ألونزو تشرتش.

## حياته
وُلد ريمون في مدينة فار روكواي في نيويورك لوالدين يهوديين من أوروبا الشرقية (كانا يتسميان في الأصل باسم شموليان)، وأظهر موهبته الموسيقية منذ صغره، ففاز بميدالية ذهبية في مسابقة البيانو عندما كان يبلغ من العمر 12 عامًا. في العام التالي، انتقلت عائلته إلى مانهاتن وحضر مدرسة ثيودور روزفلت الثانوية في برونكس، التي قدمت دروسًا تناسب مواهبه الموسيقية. غادر للدراسة المنفردة لأن المدرسة لم تقدم دورات مماثلة في الرياضيات. درس الرياضيات والموسيقى في العديد من الكليات (بما في ذلك جامعة المحيط الهادئ وكلية ريد) قبل حصوله على شهادة البكالوريوس من جامعة شيكاغو في عام 1955 ودرجة الدكتوراة في الرياضيات من جامعة برينستون في عام 1959.
أثناء دراسته للدكتوراة، نشر سموليان ورقة بحثية في عام 1957 في Journal of Symbolic Logic  تبين أن عدم الاكتمال الجودلي المحتفظ به للنظم الشكلية أكثر بدائية بكثير من ورقة Gödel التاريخية عام 1931. إن الفهم المعاصر لنظرية غودل يرجع إلى هذه الورقة عام 1931. قدم سموليان في وقت لاحق حجة مقنعة مفادها أن الكثير من سحر نظرية غودل يجب أن يكون موجهاً إلى نظرية تارسكي، التي يسهل إثباتها ومثيرة للقلق فلسفيا.
كتب سميليان العديد من الكتب عن الرياضيات الترفيهية والمنطق الترفيهي. أبرزها ما هو اسم هذا الكتاب؟ (ردمك 0139550623) كتابه دليل المبتدئ الآخر للمنطق الرياضياتي (ردمك 978-981-4730-99-0) المنشور عام 2017 كان كتابه الأخير.
وكان أستاذا للفلسفة في كلية ليمان، ومركز الدراسات العليا في جامعة CUNY وجامعة إنديانا. كما كان فلكيا هاويا، مستخدما تلسكوبا عاكسا قياسه ستة بوصات، حيث قام بتثبيت مرآته. كان مارتن غاردنر صديقاً مقرباً.

## مسائل المنطق
العديد من مشاكل المنطق هي امتدادات للألغاز الكلاسيكية. لغز الفرسان والأشرار ينطوي على الفرسان (الذين يقولون الحقيقة دائما) والأشرار (الذين يكذبون دائما). هذا مبني على قصة بابين وحارسين، أحدهما يروي الأكاذيب والآخر يروي الحقيقة. باب واحد يؤدي إلى السماء وآخر للجحيم، واللغز هو معرفة أي باب يؤدي إلى السماء من خلال طرح سؤال لأحد الحراس. إحدى الطرق للقيام بذلك هي أن تسأل: «أي باب سيقوله الحارس الآخر يؤدي إلى الجحيم؟». اشتهرت هذه الفكرة في فيلم «متاهة» عام 1986.
في الألغاز الأكثر تعقيدًا، يقدم شخصيات قد تكذب أو تقول الحقيقة (يشار إليها باسم «العاديون»)، وعلاوة على ذلك، بدلاً من الإجابة «بنعم» أو «لا»، استخدم كلمات تعني «نعم» أو «لا»، ولكن لا يعرف القارئ أي كلمة تعني. ويستند اللغز المعروف باسم «أصعب لغز منطقي على الإطلاق» على هذه الشخصيات والمواضيع. في أحجياته المسماة ترانسيلفانيا، نصف السكان مجانين، ويؤمنون بالأشياء الخاطئة فقط، بينما النصف الآخر عاقلون ويؤمنون بالأشياء الحقيقية فقط. بالإضافة إلى ذلك، يقول البشر دائمًا الحقيقة، ومصاصي الدماء دائمًا يكذبون. على سبيل المثال، مصاص دماء مجنون سيؤمن بشيء زائف (2 + 2 ليس 4) ولكن سوف يكذب بشأنها، ويقول إنها خاطئة. يعرف مصاص دماء عاقل أن 2 + 2 هو 4، لكنه يكذب ويقول أنه ليس كذلك. ومع ما يلزم من تبديل للبشر. وهكذا، فإن كل شيء يقوله إنسان عاقل أو مصاص دماء مجنون يكون صحيحًا، في حين أن كل شيء يقوله الإنسان المجنون أو مصاص دماء عاقل غير صحيح.
كتابه «غير مقرر إلى الأبد» نشر نظريات عدم الاكتمال لغودل عن طريق صياغتها من حيث المفكرين ومعتقداتهم، بدلاً من الأنظمة الرسمية وما يمكن إثباته فيها. على سبيل المثال، إذا قال مواطن من جزيرة الفرسان والأشرار لمُفكر ذو معرفة ذاتية كافية، «لن تصدق أبداً أنني فارس»، لا يستطيع المُعتقِد أن يصدق إما أن الشخص الأصلي هو فارس أو أنه شرير دون أن تصبح غير متسق (متناقض) (أي الإيمان بفكرتين متناقضتين). النظرية المكافئة هي أنه لأي نظام رسمي S ، يوجد بيان رياضي يمكن تفسيره على أنه «لا يمكن إثبات هذا البيان في النظام الرسمي S». إذا كان النظام S متناسقاً، فلن يتم إثبات البيان أو عكسه. انظر أيضا منطق دوكساستيك.
المفتش كريغ هو شخصية متكررة في قصص ألغاز سموليان. وعادة ما يتم استدعاؤه إلى مسرح الجريمة التي لها حل رياضي بطبيعته. ثم، من خلال سلسلة من التحديات الأصعب، يبدأ (والقارئ) في فهم المبادئ المعنية. وأخيراً، تتوج الرواية بأن يقوم المفتش كريغ (والقارئ) بحل الجريمة، باستخدام المبادئ الرياضية والمنطقية المستفادة. عموما المفتش كريغ لا يتعلم النظرية الرسمية المطلوبة، ويحفظ عادة سموليان بضعة فصول بعد مغامر المفتش كريغ لإلقاء الضوء على طريقة القياس للقارئ. المفتش كريج حصل على اسمه من وليام كريج. [بحاجة لمصدر]

كتابه «السخرية من الطائر المحاكي» (1985) هو مقدمة ترفيهية لموضوع المنطق التوفيقي.
وبصرف النظر عن الكتابة حول المنطق وتدريسه، أصدر سموليان تسجيل لوحة المفاتيح الباروكية المفضلة له وقطع العزف على البيانو الكلاسيكية من قبل الملحنين مثل باخ، وسكارلاتي، وشوبرت. تتوفر بعض التسجيلات على موقع جمعية البيانو، إلى جانب الفيديو "Rambles، Reflections، Music and Readings". كما كتب سيرته الذاتية بعنوان «بعض الذكريات المثيرة للاهتمام: حياة متناقضة» (ردمك 1-888710-10-1).
في عام 2001، صنع مخرج الأفلام الوثائقية تاو روسبولي فيلمًا عن سموليان بعنوان «هذا الفيلم لا يحتاج إلى عنوان: صورة لريموند سموليان» .

## فلسفة
كتب سميليان العديد من الكتب عن الفلسفة الطاوية، وهي فلسفة كان يعتقد أنها حلت بدقة معظم أو كل المشاكل الفلسفية التقليدية وكذلك دمجت الرياضيات والمنطق والفلسفة في كلٍّ متماسك. تركز إحدى نقاشات سموليان حول الفلسفة الطاوية على مسألة الإرادة الحرة في محادثة متخيلة بين الإنسان البشري والله.

## منشورات مختارة

### الألغاز المنطقية
- (1978) ما هو اسم هذا الكتاب؟ لغز دراكولا وغيرها من الألغاز المنطقية (ردمك 0139550623) - الفرسان والأشرار والألغاز المنطقية الأخرى
- (1979) ألغاز شطرنج شيرلوك هولمز (ردمك 0394737571) - تقديم تحليل رجعي في لعبة الشطرنج.
- (1981) الشطرنج الغامض للفرسان العرب (ردمك 0192861247) - الكتاب الثاني حول مشاكل الشطرنج التحليلي.
- (1982) السيدة أم النمر؟ (ردمك 0812921178) ISBN   0812921178 - السيدات والنمور، والمزيد من ألغاز المنطق
- (1982) أليس في أرض الألغاز (ردمك 0688007481)
- (1985) السخرية من الطائر المحاكي (ردمك 0192801422) - الألغاز على أساس المنطق الجمعي
- (1987) للأبد غير محدد (ردمك 0192801414) - الألغاز على أساس غير قابلية التحديد في النظم الرسمية
- (1992) الشيطان، كانتور واللانهائية (ردمك 0679406883)
- (1997) لغز شهرزاد (ردمك 0156006065)
- (2007) The Magic Garden of George B. And Other Logic Puzzles (ردمك 9788876990663) ، Polimetrica (Monza / Italy)
- (2009) المتاهات المنطقية (ردمك 9781568814438) ، AK Peters
- (2010) الملك آرثر بحثا عن كلبه (ردمك 0486474356)
- (2013) كتاب Godelian Puzzle: الألغاز والمفارقات والإثباتات (ردمك 0486497054)
- (2015) The Magic Garden of George B and Other Logic Puzzles (ردمك 978-981-4675-05-5)

### فلسفة / مذكرات
- (1977) الطاو الصامت (ردمك 0060674695)
- (1980) هذا الكتاب لا يحتاج إلى عنوان (ردمك 0671628313)
- (1983) 5000 قبل الميلاد وغيرها من الأوهام الفلسفية (ردمك 0312295162)
- (2002) بعض الذكريات المثيرة للاهتمام: حياة متناقضة (ردمك 1888710101)
- (2003) من يعرف؟: دراسة الوعي الديني (ردمك 0253215749)
- (2009) متاهة من خلال مكتبتي (ردمك 9780963923165) ، براكسيس الدولية
- (2015) تأملات: السحر والموسيقى والرياضيات من ريمون سموليان (ردمك 978-981-4644-58-7)
- (2016) حقيبة مختلطة: نكت، أحجيات، ألغاز وذكريات (ردمك 978-098-6144-57-8)

### أكاديمي
- (1961) نظرية النظم الرسمية (ردمك 069108047X)
- (1968)لمنطق لدرجة الأولى (ردمك 0486683702)
- (1992) نظريات عدم اكتمال Gödel (ردمك 0195046722)
- (1993) نظرية التكرار للرياضياتيين (ردمك 019508232X)
- (1994) Diagonalization and Self-Reference (ردمك 0198534507)
- (1996) مجموعة النظرية ومشكلة الاستمرارية (ردمك 0198523955)
- (2014) دليل المبتدئين إلى المنطق الرياضي (ردمك 0486492370)
- (2016) دليل إضافي للمبتدئين إلى المنطق الرياضي (ردمك 978-981-4730-99-0)

## قائمة المراجع
- هل الله طاوي؟ بقلم ريموند سموليان، 1977.
- كوكب دون ضحك بقلم ريموند سموليان، 1980.
- كابوس معرفي بقلم ريموند سميليان، 1982.

## روابط خارجية
- ريموند سموليان على موقع IMDb (الإنجليزية)
- ريموند سموليان على موقع الموسوعة البريطانية (الإنجليزية)

- ريموند سموليان: الموقع في جامعة إنديانا.
- ريمون سمليان في أرشيف ماكتور لتاريخ الرياضيات.
- ريمون سمليان في مشروع علم الأنساب في الرياضيات.
- ريموند سميليان[وصلة مكسورة] في جمعية البيانو